# 阿赫特韦尔
阿赫特韦尔（德語：Achterwehr）是德国石勒苏益格－荷尔斯泰因州的一个市镇。总面积15.65平方公里，总人口920人，其中男性455人，女性465人（2011年12月31日），人口密度59人/平方公里。